# Casa del doctor Bassa
La Casa del doctor Bassa és un edifici del municipi de l'Ametlla del Vallès (Vallès Oriental) protegit com a bé cultural d'interès local.

## Descripció
És un edifici entre parets mitgeres, compost de planta baixa i dos pisos, cobert a dues vessants amb façana plana de composició simètrica. La façana està realitzada amb diferents materials: paredat, maó vist i ceràmica. Tots ells tenen un paper important en la composició i decoració. L'arc de les obertures està conformat amb maons i es recolza sobre unes sanefes de ceràmica. Els ferros de les baranes i del balcó són també significatius per quant representen l'element més identificatiu de la primera etapa modernista d'en Raspall: el motiu de "corda", estilització vegetal que sobrepassa el brancal i s'endinsa orgànicament en la mateixa obra. Així doncs, els elements formals (barbacana, sòcol, llindars) corresponen al llenguatge modernista de la primera etapa d'en Raspall.

## Història
El Cafè de l'Ametlla és l'obra més rellevant de l'arquitecte Raspall a l'Ametlla del Vallès. Raspall era llavors l'arquitecte municipal i com a tal intervingué en molts dels projectes de començaments de segle. Era el moment de transformació de l'Ametlla com a centre d'estiueig al qual acudia la burgesia barcelonina.